# إيرل بي. فيلبس
إيرل بي. فيلبس (بالإنجليزية: Earle B. Phelps) هو كيميائي أمريكي، ولد في 10 يوليو 1876 في غاليسبورغ في الولايات المتحدة، وتوفي في 29 مايو 1953 في غينزفيل في الولايات المتحدة.